# 布里德基
51°24′59″N 24°25′45″E / 51.41639°N 24.42917°E
布里德基（烏克蘭語：Брідки），是烏克蘭的村落，位於該國西部沃倫州，由科韋利區負責管轄，始建於1508年，面積1.43平方公里，海拔高度163米，2001年人口377，人口密度每平方公里263.27人。